# Nathalie Kelley
Nathalie Kelley est une actrice australo-péruvienne née le 5 octobre 1984 à Lima, au Pérou.
Elle débute, au cinéma, en tant que premier rôle féminin du film d'action Fast and Furious: Tokyo Drift (2006) mais c'est à la télévision qu'elle est révélée, progressivement, à travers trois rôles : une employée du centre médico-légal de la série Body of Proof (2011-2012), la méchante de l'ultime saison de la série fantastique Vampire Diaries (2016-2017) et l'un des rôles principaux de la première saison de la série dramatique Dynastie (2017-2018).

## Biographie

### Enfance et formation
Nathalie Kelley est née à Lima, au Pérou, d'une mère péruvienne et d'un père argentin. Elle déménagea à Sydney en Australie. Dès son plus jeune âge, elle rêve d'une carrière en tant qu'actrice. Elle a été dans l'école supérieure pour jeunes filles du nord de Sydney « North Sydney Girls High School (en) », un établissement autrefois fréquenté par l'actrice Nicole Kidman.
Quand elle eut 16 ans, elle devint danseuse de salsa, afin d'obtenir de l'argent pour financer la fin de ses études en Australie. Elle participe ensuite au concours de beauté « Miss Latin America » qui lui permet de remporter 1 000 $. Elle prend alors une année sabbatique  et choisit de partir pour le Brésil. De retour chez elle, elle décide de se lancer, dans un premier temps, dans des études en sciences sociales.
Elle fut bénévole auprès des Aborigènes avant de repartir pour Los Angeles et finalement entamer sa carrière d'actrice.

### Carrière
En 2006, Nathalie Kelley commence sa carrière au cinéma et décroche le premier rôle féminin du film d'action Fast and Furious: Tokyo Drift aux côtés de Lucas Black, Brian Tee et Bow Wow. Il s'agit du troisième film de la série Fast and Furious. Bien que ce blockbuster soit un succès au box office, il est aussi l'un des volets les moins bien reçus de la franchise,. En 2008, elle joue dans le film d'action indépendant Loaded (en) avec Jesse Metcalfe, popularisé par la série Desperate Housewives.
En 2010, elle figure dans le clip vidéo de la chanson Just the Way You Are de Bruno Mars et intervient dans un épisode de la série télévisée Lone Star. 
Elle fait ensuite plusieurs apparitions dans des spots publicitaires et joue un second rôle dans la comédie Une soirée d'enfer sorti en 2011, aux côtés de Topher Grace donnant aussi la réplique à des acteurs comme Anna Faris, Chris Pratt et Teresa Palmer. Cette production est cependant un échec au box office. La même année, elle joue le rôle principal d'un court métrage dramatique, Losing Sam, elle intervient dans un épisode des Experts et joue dans le film d'horreur indépendant Urban Explorer qui se fait remarquer lors de festivals du cinéma d'horreur.
Entre 2011 et 2012, durant la saison 2 de la série Body of Proof, portée par Dana Delany, Nathalie Kelley joue son premier rôle récurrent et incarne Dani Alvarez, une employée du Centre médico-légal de Philadelphie. Il s'ensuit la comédie dramatique The Man Who Shook the Hand of Vicente Fernandez avec Ernest Borgnine, Barry Corbin et Carla Ortiz, une production récompensée au Festival du film de Newport Beach 2012.
En 2014, elle joue le premier rôle féminin dans la mini série The Temp Agency aux côtés d'Austin Nichols, elle fait office de second rôle dans une production indépendante, le thriller Infiltrators et participe à la romance sous forme de court métrage, With you avec Dave Sheridan et Gary Dourdan. Mais ces productions passent inaperçues. L'année d'après, elle joue le rôle de Grace dans une poignée d'épisodes de la série télévisée Unreal.
Les années qui suivent l'actrice se concentre essentiellement à la télévision. En 2016, elle est annoncée au casting de l’adaptation télévisuelle du film, considéré comme culte, Sexe Intentions, qui marquerait le retour de Sarah Michelle Gellar, mais le projet est finalement abandonné. Elle se contente donc d'une apparition dans un épisode de la série Mistresses ainsi qu'un premier rôle féminin dans un téléfilm dramatique de Craig Brewer, Urban Cowboy, dans lequel elle donne la réplique à James Belushi et au chanteur mexicain Alfonso Herrera.
Entre 2016 et 2017, elle incarne le rôle de Sybil, la méchante de l'ultime saison de la série fantastique Vampire Diaries. Le réseau The CW est alors séduit et sélectionne l'actrice pour incarner l'un des rôles principaux de sa nouvelle série Dynastie. Il s'agit d'un reboot du célèbre feuilleton télévisé Dynastie, créé par Richard et Esther Shapiro et diffusée entre 1981 et 1989 sur ABC. Elle y interprète le rôle autrefois joué par l’actrice Linda Evans.
Alors que la série est reconduite pour une deuxième saison, Nathalie Kelley est finalement remplacée par Ana Brenda Contreras, star de telenovela mexicaine, pour jouer le rôle de la « vraie Cristal ». Deux ans plus tard, il est révélé de la part de Nathalie Kelly qu'elle a été licenciée parce qu'elle n'était pas faite pour ce rôle, qu'elle avait acceptée sans avoir lu un seul script, et qu'elle n'avait jamais eu l'expérience de ce genre de rôle auparavant,.
Elle rebondit rapidement en rejoignant le pilote de la série télévisée The Baker and the Beauty aux côtés de Victor Rasuk pour le réseau ABC. La série raconte l'histoire d'amour impossible entre un boulanger et une superstar internationale.
Le 21 novembre 2023, les studios d'Amazon a commandé la sérié Imbattables (Motorheads) du scénariste et showrunner John A. Norris, produite par Jax Media (en) et Amazon MGM Studios. Elle joue aux cotés de Ryan Phillippe, Michael Cimino, Melissa Collazo (en), Nicolas Cantu et Uriah Shelton. La série est sortie le 20 mai 2025 sur Prime Video.

### Vie personnelle
De 2007 à 2013, Nathalie est en couple avec le producteur R&B américain Dallas Austin.  
De novembre 2016 à novembre 2017, Nathalie a été en couple avec l'acteur Zach Roerig, rencontré sur le tournage de la saison 8 de The Vampire Diaries. 
En 2018, elle est en couple avec le DJ australien Jordan Burrows. Ils se marient le 29 avril 2018. Cependant, ils se séparent en 2020. Nathalie s'est présenté avec son nouveau compagnon Andrès Alonso en août 2021,. Ils se sépareront l'année suivante.
En décembre 2023, les médias rapportent que Nathalie fréquente l'acteur américain Sean Penn avec lequel elle est aperçue en compagnie à de multiples reprises,,,.

## Filmographie

### Cinéma

#### Longs métrages
- 2006 : Fast and Furious: Tokyo Drift de Justin Lin : Neela
- 2008 : Loaded (en) d'Alan Pao : April
- 2011 : Une soirée d'enfer de Michael Dowse : Beth
- 2011 : Urban Explorer - Le sous-sol de l'horreur d'Andy Fetscher : Lucia
- 2012 : The Man Who Shook the Hand of Vicente Fernandez (en) d'Elia Petridis : Annie
- 2014 : Infiltrators de Michael Stokes : Virgina 'Gin' Cross
- 2015 : Fast and Furious 7 de James Wan : Neela (images d'archive)
- 2018 : In Like Flynn de Russell Mulcahy : Zaca

#### Courts métrages
- 2011 : Losing Sam de Xavier Manrique : Sam
- 2014 : With You de Dragan Roganovic : Aurelia

### Télévision

#### Téléfilms
- 2016 : Urban Cowboy de Craig Brewer : Gaby Alonzo

#### Séries télévisées
- 2010 : Lone Star : Sofia (saison 1, épisode 6)
- 2011 : Les Experts : Monica Gimble (saison 11, épisode 18)
- 2011 - 2012 : Body of Proof : Dani Alvarez (saison 2, 10 épisodes)
- 2014 : The Temp Agency (mini série) : Elisha
- 2015 : Unreal : Grace (10 épisodes)
- 2016 : Mistresses : Kristen Sorbonne (saison 4, épisode 8)
- 2016 : Cruel Intentions : Carmen Castillo (pilote non retenu)
- 2016 - 2017 : Vampire Diaries : Sybil (saison 8, épisodes 1 à 10 et 12)
- 2017 - 2018 : Dynastie : Cristal Flores Carrington / Celia Machado (rôle principal - saison 1, 22 épisodes)
- 2020 : Baker and the Beauty : Noa Hamilton (rôle principal)
- 2025 : Imbattables : Samantha Torres (9 épisodes)

#### Clips
- 2010 : Just the Way You Are de Bruno Mars
- 2018 : Song For You du groupe Rhye

## Voix françaises
| - Laura Blanc dans (les séries télévisées) : - Vampire Diaries - Dynastie - The Baker and the Beauty (en) - Imbattables - Olivia Luccioni dans (les séries télévisées) : - Body of Proof - UnREAL | Et aussi - Caroline Lallau dans Fast and Furious: Tokyo Drift - Alice Taurand dans Urban Explorer : Le Sous-sol de l'horreur - Sandra Valentin dans Mistresses (série télévisée) |